# Kevin Norton
Kevin Norton (* 21. ledna 1956 Brooklyn, New York, USA) je americký perkusionista a hudební skladatel. Spolupracoval s mnoha experimentálními hudebníky, jako jsou Fred Frith, Mark Dresser nebo Anthony Braxton. V roce 1999 založil vlastní vydavatelství Barking Hoop Recordings. V roce 2012 se podílel na albu Nosferatu amerického hudebníka a skladatele Johna Zorna. Rovněž vydal řadu alb pod svým jménem.